# ダニエル・バジャダレス
- ダニエル・バラダレス

ダニエル・バジャダレス（Daniel Valladares、1995年 - ）は、メキシコのプロボクサー。ヌエボ・レオン州モンテレイ出身。元IBF世界ミニマム級王者。

## 来歴
2014年2月14日、プロデビュー。4回判定勝ち。
2019年4月13日、モンテレー・アリーナで元WBO世界ミニマム級王者のメルリト・サビーリョと対戦し、7回2分8秒TKO勝ちを収めた。
2020年2月1日、グアダルーペのヤルディバ・カルドナ・エキスポでIBF世界ミニマム級王者のペドロ・タドゥランに挑戦するが、偶然のバッティングによりバジャダレスが右瞼をカットし試合続行不可能となり、4回負傷引き分けに終わり王座獲得に失敗した。
2022年7月1日、ヌエボ・レオンのセントロ・デポルティボ・レボルシオンでIBF世界ミニマム級王者のレネ・マーク・クアルトに挑戦し、12回2-1（113-114、2者が116-112）の判定勝ちを収め王座を獲得した。
2023年1月6日、日本に遠征し、エディオンアリーナ大阪に於いてIBF世界同級5位の重岡銀次朗（ワタナベボクシングジム）との初防衛戦に臨むも、3回途中でバジャダレスが偶然のバッティングにより打撲負傷して試合続行不可能となり3回2分48秒で試合終了となった。これを受けてのIBF側の裁定は『試合は無判定試合とし、王者バジャダレスの王座保持となるが防衛回数には数えない』ということとなった。
2023年10月7日、日本に再度遠征し、大田区総合体育館に於いてIBF世界ミニマム級暫定王者の重岡銀次朗との世界同級団体内王座統一戦で再戦を果たし、5回2分15秒TKO負けを喫し初防衛と団体内王座統一に失敗、王座から陥落した。

## 獲得タイトル
- WBCシルバー・世界ライトフライ級ユース王座
- IBF世界ミニマム級王座（防衛0）[注 1]